# Selim Hassan
Pour les articles homonymes, voir Hassan.
Selim Hassan, né le 15 avril 1887 et mort le 30 septembre 1961, est un égyptologue égyptien. Après des études archéologiques au Royal College of Education, Hassan est devenu l'un des premiers Égyptiens à obtenir un poste de conservateur au Musée égyptien du Caire. Il a ensuite obtenu des diplômes en langues anciennes et sur les religions, au Louvre et la Sorbonne à Paris, ainsi qu'un doctorat de l'Université de Vienne.

## Biographie
Au cours de sa carrière, il a participé à de nombreuses fouilles dans toute l'Égypte, en particulier au sphinx et aux mastabas de Gizeh entre 1929 et 1937. Il a découvert, à l'angle nord-ouest du temple de Mykérinos, un puits creusé dans le roc, dont les parois étaient renforcées par des blocs de calcaire qu'il a identifié comme étant une tente de purification, non du complexe funéraire de Mykérinos, mais celui de la reine Khentkaous Ire.
Il découvre sur une stèle le dessin de Peseshet, suivi de la légende Superviseuse des doctoresses, ce qui fait de Peseshet la première femme médecin connue au monde.
Il a écrit en arabe l'Encyclopedia of Ancient Egypt en seize volumes.
La bibliothèque personnelle de Hassan, contenant plus de 2 500 livres et articles en arabe, anglais, français et allemand, russe et japonais, a été offerte à l'Université américaine du Caire en 1980. La collection couvre un large éventail de sujets, littérature arabe, études du Proche-Orient, biographie et religion. Elle contient d'importants travaux sur l'égyptologie, dont plusieurs richement illustré, comme les volumes  de l'érudit allemand Karl Richard Lepsius du XIXe siècle. Les travaux de Selim Hassan lui-même, comme son travail encyclopédique en seize volumes sur l'Égypte ancienne, sont également inclus.

## Encyclopedia of Ancient Egypt
- Volume I : From Prehistory to End of the Ahnasy Era

## Autres publications
- The solar-boats of Khafra, Excavations at Giza, season 1934-1935, no 6, Service des antiquités de l’Égypte, Le Caire, 1946.
- The great pyramide of Khufu and its mortuary chapel, Excavations at Giza, season 1938-1939, no 10, Service des antiquités de l’Égypte, Le Caire, 1960.
- The Sphinx: Its History in the Light of Recent Excavations